# Merton College
Das Merton College (rechtlich: The House or College of Scholars of Merton in the University of Oxford) ist eines der ältesten konstituierenden Colleges der University of Oxford. Seine Gründung lässt sich bis in die 1260er Jahre zurückverfolgen, als Walter of Merton, Lordkanzler von Heinrich III. und später Eduard I., erstmals Statuten für eine unabhängige akademische Gemeinschaft aufstellte und Stiftungen gründete, um diese zu unterstützen.
Die Halle und die Kapelle des Colleges sowie der Rest des vorderen Gevierts wurden vor Ende des 13. Jahrhunderts fertiggestellt. Das Mob Quad, eines von Mertons Gevierten, wurde zwischen 1288 und 1378 gebaut und gilt als das älteste Geviert in Oxford. Die Mob Library des Colleges aus dem Jahr 1373 ist die älteste durchgehend benutzte Bibliothek der Welt. Eine Originalschnitzerei von 1418 ziert den Pfortenturm, und die prächtigen Glasfenster der Kapelle zeigen Apostel und Heilige. Das ungewöhnliche Deckengewölbe zeigt das Wappen Heinrichs VII.
Merton College zählt viele Berühmtheiten zu seinen ehemaligen Studenten und Fellows, darunter T. S. Eliot, J. R. R. Tolkien, Theodor W. Adorno, Olwen Hufton, Andrew Wiles, und Liz Truss. Merton ist eines der reichsten Colleges in Oxford und verfügte im Juli 2019 über Mittel in Höhe von insgesamt 280 Millionen Pfund. Merton ist bekannt für seinen akademischen Erfolg und belegt in den jährlichen Oxford College-Rankings regelmäßig den ersten Platz.

## Geschichte

### Gründung und Ursprünge

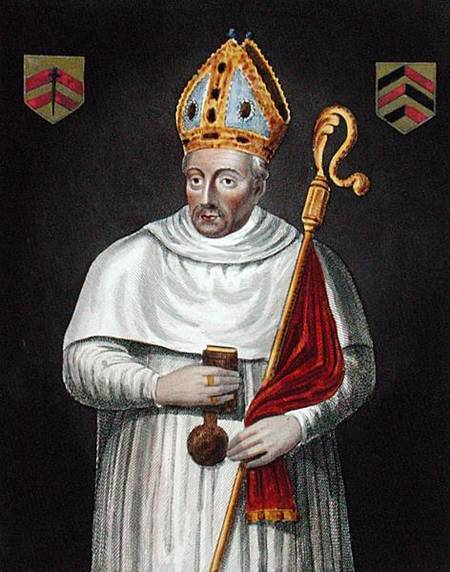
Walter of Merton, (ca. 1205 – 27. Oktober 1277), Gründer des Merton College

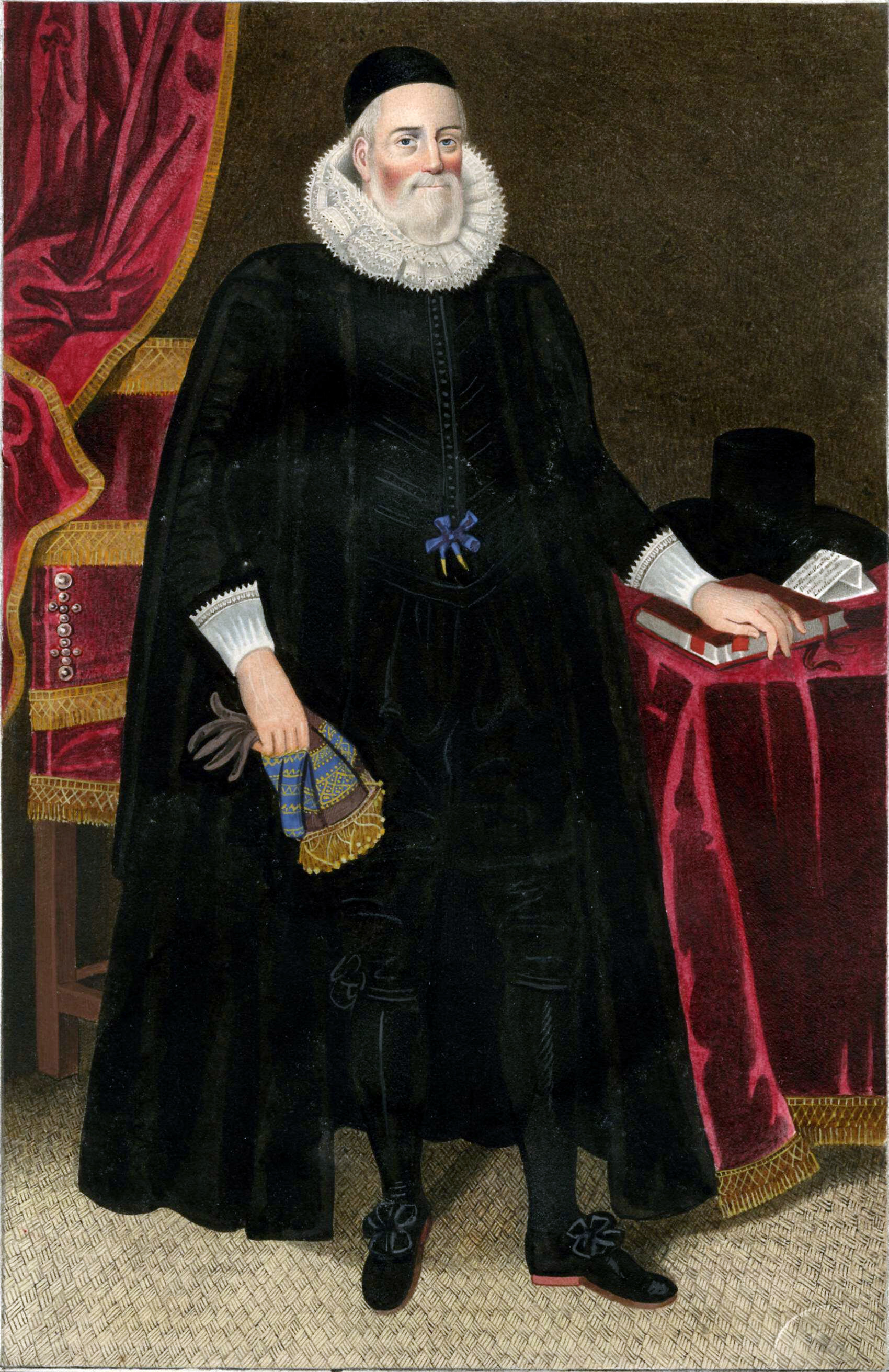
Henry Savile, Leiter von 1585 bis 1621, hatte großen Einfluss auf die Entwicklung des College

Das College wurde 1264 von Walter of Merton, Lordkanzler und Bischof von Rochester, gegründet und behauptet das älteste College in Oxford zu sein. Diesen Anspruch erheben auch das Balliol College und University College, weshalb diese Behauptung umstritten ist. Ein Argument für Mertons Behauptung ist, dass es das erste College war, das mit einer Verfassung ausgestattet wurde, die das College-Leben regelt und bei dessen Gründung festgelegt wurde. Mertons Statuten stammen aus dem Jahr 1264, während weder Balliol noch das University College bis in die 1280er Jahre Statuten besaßen. Darüber hinaus war Merton auch das erste College das als akademische Gemeinschaft gegründet wurde und nicht nur als Unterkunft von Gelehrten diente.
Merton hat eine ununterbrochene Linie von College-Leitern (englisch: Wardens), die bis ins Jahr 1264 zurückreicht. Von diesen hatten viele großen Einfluss auf die Entwicklung des Colleges. Henry Savile war ein bemerkenswerter Führer, der das College im frühen 17. Jahrhundert um neue Gebäude erweiterte und neue Fellows rekrutierte.

### St Alban Hall

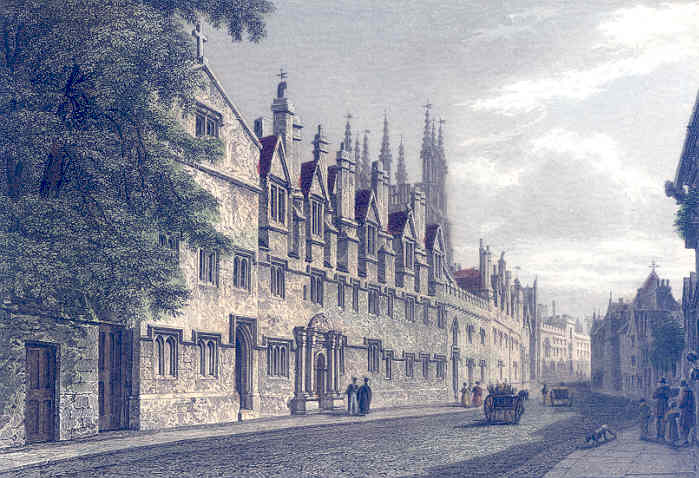
St Alban Hall, abgebildet in 1837, Stich von John Le Keux nach einer Zeichnung von F. Mackenzie

Die St. Alban Hall war eine unabhängige akademische Halle, die dem Kloster von Littlemore gehörte, bis sie 1548 nach dessen Auflösung vom Merton College gekauft wurde. Es blieb als eigenständige Einrichtung bestehen, bis es 1881 endgültig in das College integriert wurde.

### Parlamentarische Sympathien im Bürgerkrieg
Während des englischen Bürgerkriegs war Merton das einzige College in Oxford, das auf der Seite der Parlamentaristen stand. Dies war auf einen früheren Streit zwischen dem Leiter des Colleges Nathaniel Brent und dem Visitor (deutsch: Besucher) von Merton und dem Erzbischof von Canterbury, William Laud, zurückzuführen. Brent war Generalvikar von Laud gewesen, der 1638 das Merton College besucht hatte, und bestand auf vielen radikalen Reformen.
Der Parlamentarier Brent zog zu Beginn des Bürgerkriegs nach London: Die Gebäude des Colleges wurden von den Royalisten kommandiert und beherbergten einen Großteil des Hofstabs von Karl I., als Oxford die Hauptstadt der Royalisten war. Dazu gehörte die Frau des Königs, Königin Henrietta Maria von Frankreich, die in oder in der Nähe des heutigen Queen’s Room untergebracht war. Ein Porträt von Karl I. hängt in der Nähe des Queen’s Room als Erinnerung an die Rolle, die es in seinem Hofstab spielte.
Brent hat in seinem Prozess 1644 gegen Laud ausgesagt. Nachdem Laud am 10. Januar 1645 hingerichtet worden war, stellte John Greaves, der Savilian Professor für Astronomie, einen Antrag auf Abberufung von Brent. Brent wurde am 27. Januar 1646 von Karl I. abgesetzt und durch William Harvey ersetzt.
Thomas Fairfax eroberte Oxford für die Parlamentarier nach seiner dritten Belagerung im Jahr 1646 und Brent kehrte aus London zurück. 1647 wurde jedoch vom Parlament eine parlamentarische Kommission (Visitation) „zur Korrektur von Straftaten, Missbräuchen und Störungen“ an der Universität von Oxford eingesetzt. Greaves wurde beschuldigt, die Gelder des Colleges für König Karl I. beschlagnahmt zu haben. Trotz einer Absetzung seines Bruders Thomas hatte Greaves bis zum 9. November 1648 sowohl sein Merton-Stipendium als auch seinen Savilian-Lehrstuhl verloren.

## Gebäude und Gelände

### Kapelle

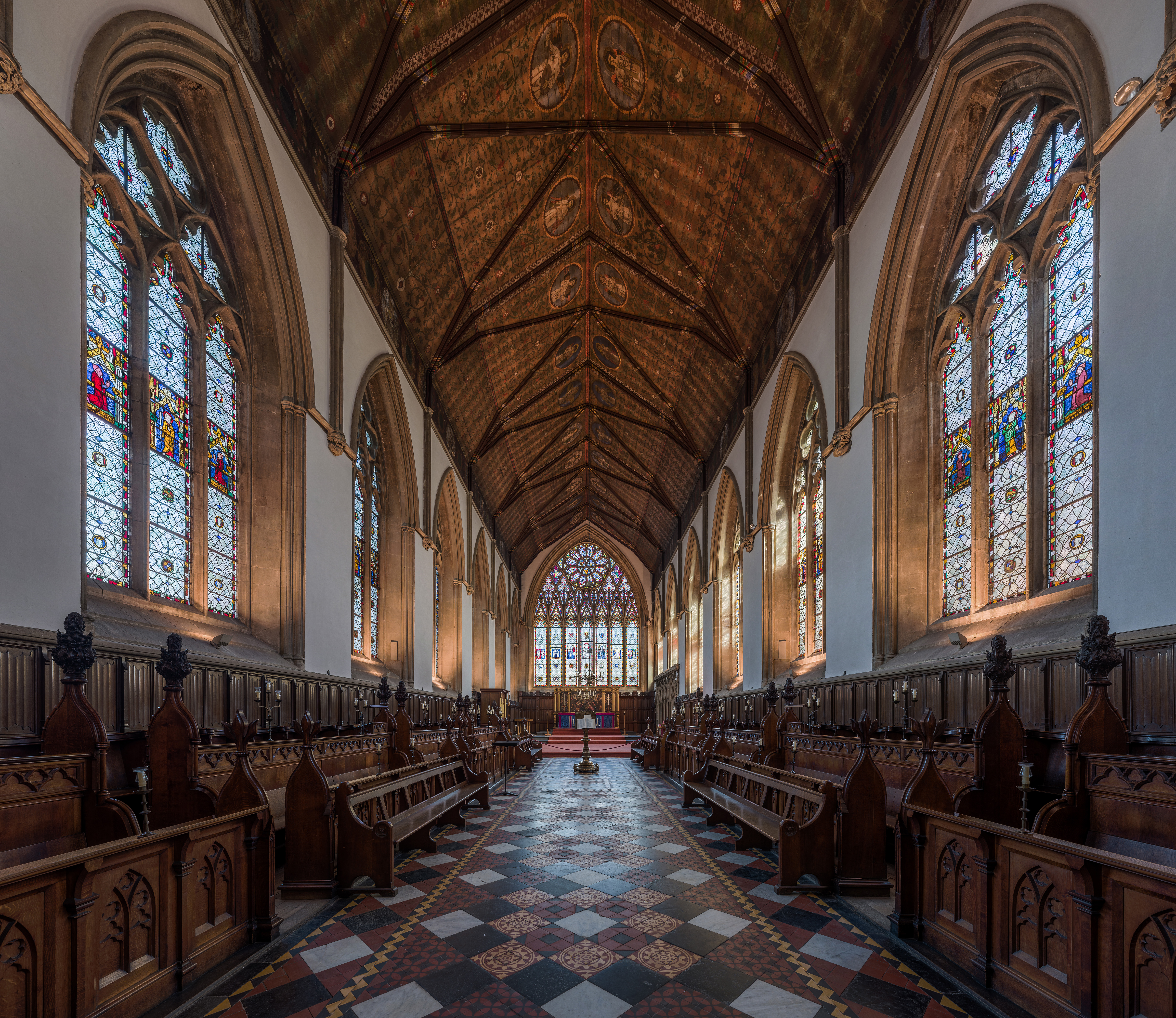
Innenraum der Kapelle des Merton College

In den späten 1280er Jahren war die alte Kirche des St John the Baptist (deutsch: hl. Johannes des Täufers) in einen „ruinösen Zustand“ geraten, und die College-Berichte zeigen, dass die Arbeiten an einer neuen Kirche um 1290 begannen. Der heutige Chor mit seinem riesigen Ostfenster wurde bis 1294 fertiggestellt. Das Fenster ist ein wichtiges Beispiel (weil es so gut datiert ist) dafür, wie die strengen geometrischen Konventionen der frühen englischen Architekturperiode Ende des 13. Jahrhunderts zu lockern begannen. Das südliche Querschiff wurde im 14. Jahrhundert erbaut, das nördliche Querschiff in den frühen Jahren des 15. Jahrhunderts. Der große Turm wurde 1450 fertiggestellt. Die Kapelle ersetzte die Pfarrkirche St. John und diente bis 1891 weiterhin als Pfarrkirche sowie als Kapelle.
2007 wurde eine Chorstiftung gegründet, die einen Chor bestehend aus 16 Chor-Stipendiaten vorsieht. Der Chor wird von Peter Phillips, derzeit auch Direktor der Tallis Scholars, und Benjamin Nicholas, einem ehemaligen Musikdirektor Tewkesbury Abbey, geleitet. 2013 wurde die Installation einer neuen Orgel abgeschlossen, die von Dobson Pipe Organ Builders entworfen und gebaut wurde. Die Kapelle ist berühmt für ihre herrliche, ätherische Akustik.
Ein Turmspitze der Kapelle befindet sich seit 1928 im Pavilion Garden VI. der University of Virginia, der der Universität „zu Ehren von Jeffersons Bildungsidealen“ übergeben wurde.

### Front Quad und Halle

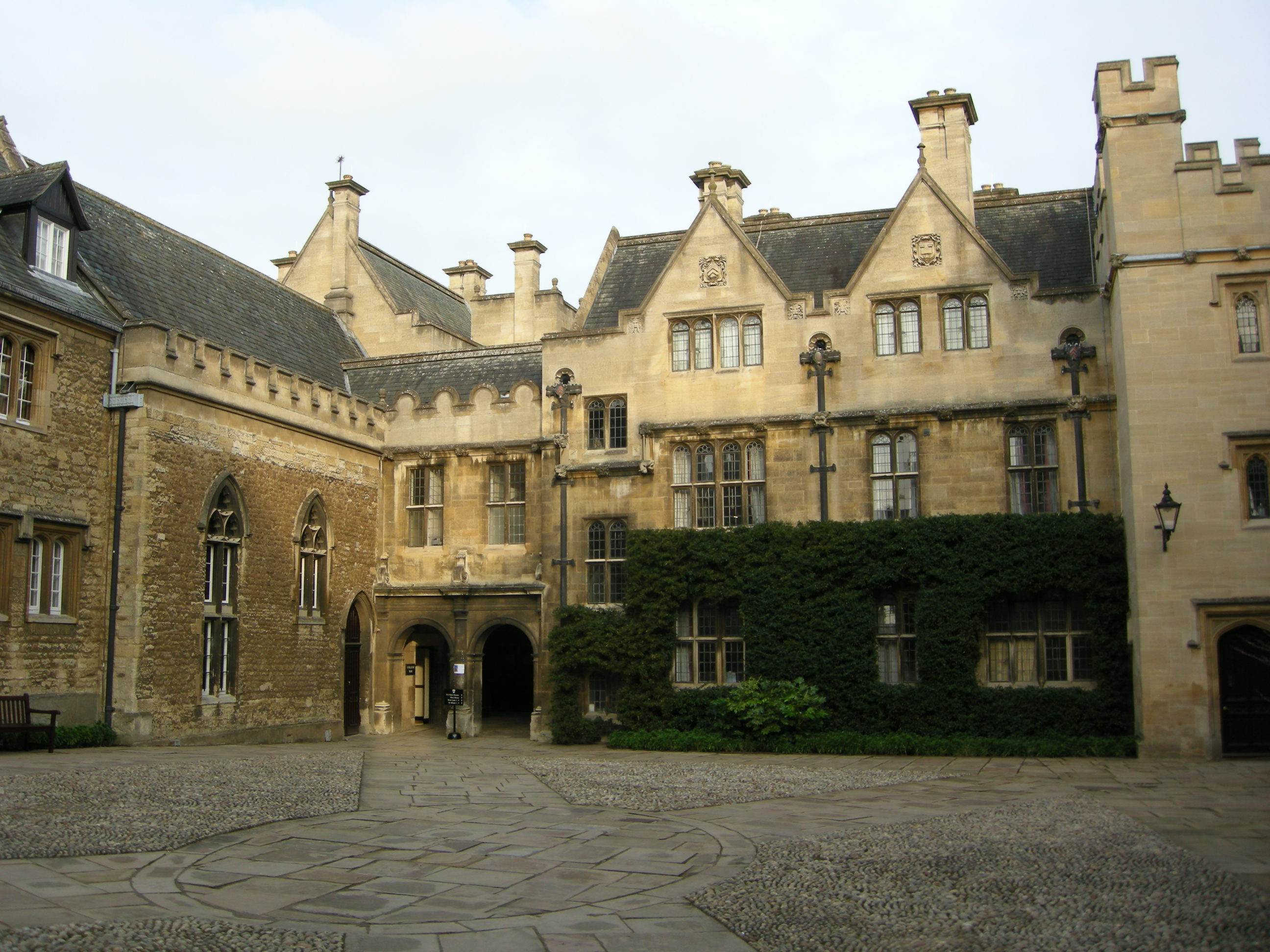
Front Quadrangle gegenüber der Kapelle

Die Halle ist das älteste erhaltene College-Gebäude, aber abgesehen von der Tür mit mittelalterlichen Eisenarbeiten hat fast keine Spur der alten Struktur den Wiederaufbau überlebt, der von James Wyatt in den 1790er Jahren und dann 1874 von Gilbert Scott durchgeführt wurde. Die Halle wird immer noch täglich als Speisehalle verwendet und beherbergt eine Reihe bedeutender Porträts. Die Halle ist nicht für Besucher geöffnet.
Das Front Quad (deutsch: Geviert) ist wahrscheinlich einer der älteste College-Innenhöfe. Das Quad besteht aus den Hintergärten der drei ursprünglichen Häuser, die Walter of Merton in den 1260er Jahren erworben hat.

### Mob Quad und Bibliothek

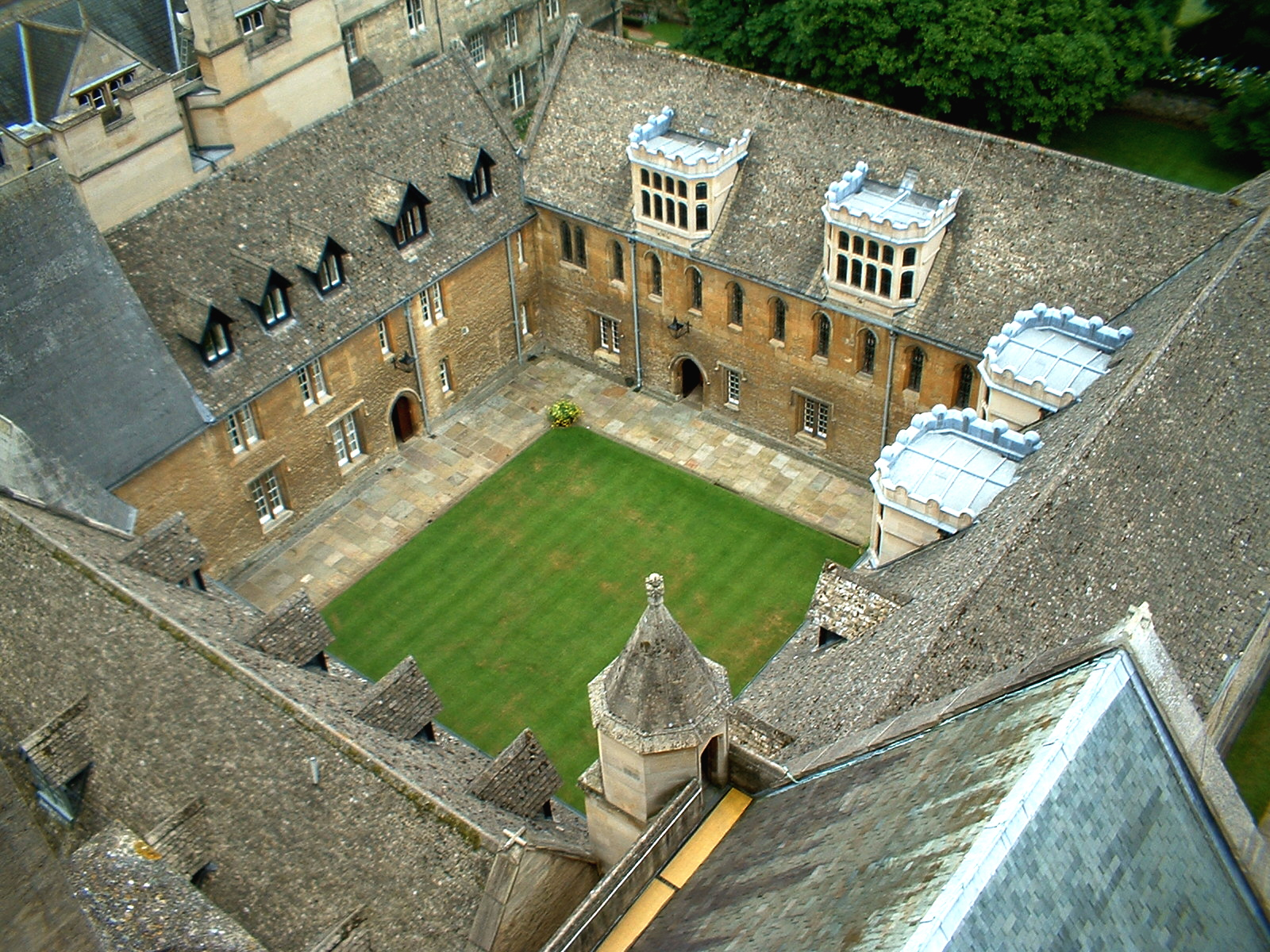
Mob Quad

Den Besuchern von Merton wird oft gesagt, dass das Mob Quad, das im 14. Jahrhundert erbaut wurde, das älteste Geviert eines Oxford- oder Cambridge-Colleges ist und als Vorbild für die zukünftige College-Architektur galt. Das Front Quad wurde jedoch früher eingeschlossen (wenn auch mit einem weniger einheitlichen Design) und andere Colleges, wie zum Beispiel das Corpus Christi College in Cambridge, können auf eigene ältere Beispiele verweisen.
Die alte Bibliothek befindet sich im Obergeschoss des südlichen und westlichen Bereichs des Mob Quad, und der ursprüngliche Archivraum befindet sich noch in der nordöstlichen Ecke. Das Archiv dokumentiert die Aktivitäten des Colleges sowie die Siedlungen und Gemeinden, deren Geschichte im Laufe von 750 Jahren mit Merton in Verbindung gebracht wurde.

### Fellows Quad

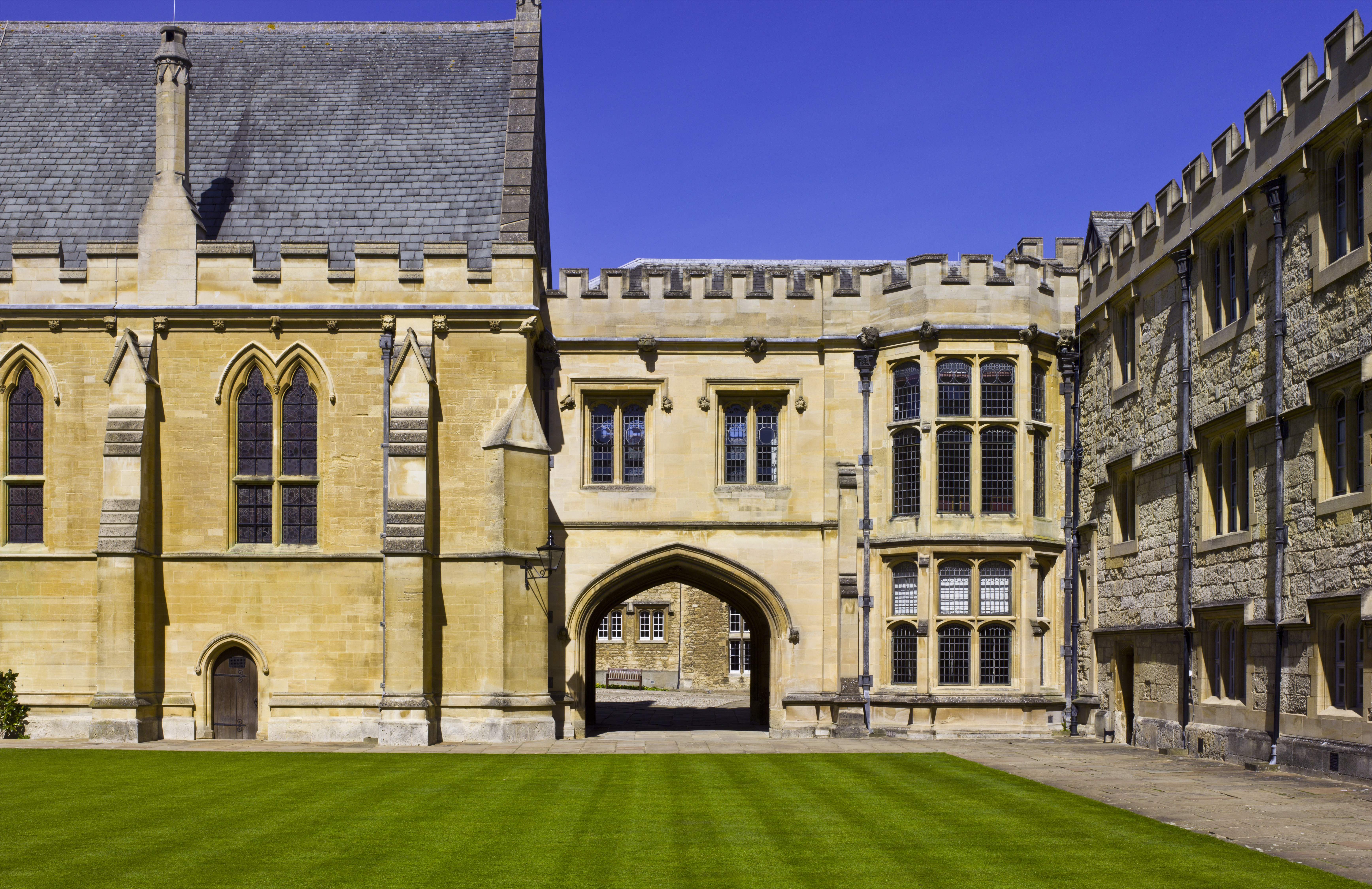
Fellows Quad

Das größte Geviert in Merton ist das Fellows Quadrangle unmittelbar südlich der Speisehalle. Das Quad war der Höhepunkt der Arbeit von Henry Savile zu Beginn des 17. Jahrhunderts. Der Grundstein am 13. September 1608 gelegt (wie im College-Register vermerkt), und die Arbeiten waren bis September 1610 abgeschlossen (obwohl die Zinnen später hinzugefügt wurden). Das südliche Tor wird von einem Turm der wahrscheinlich von italienischen Beispielen inspiriert war, die Savile auf seinen Europareisen gesehen hätte. Die Hauptauftragnehmer kamen aus Yorkshire (wie auch Savile). John Ackroyd und John Bentley von Halifax beaufsichtigten den Bau des Mauerwerks und Thomas Holt den Holzbau. Diese Gruppe wurde später auch für die Bodleian Library und das Wadham College eingesetzt.

### T.S. Eliot Hörsaal
Ein neuer nach T.S. Eliot benannter Hörsaal wurde 2010 eröffnet. Darin befindet sich eine Büste von Eliot des Bildhauers Jacob Epstein, welche von Frank Brenchley, einem ehemaligen Mitglied und Fellow des Colleges, präsentiert wurde. Brenchley präsentierte seine Sammlung von Eliot-Erstausgaben und Ephemera dem College, von dem angenommen wird, dass es die zweitgrößte Sammlung solchen Materials weltweit ist. Das Foyer wird von einer Darstellung von drei Sternbilder beleuchtet, die in der Nacht der Gründung des Colleges am 14. September 1264 sichtbar waren.

### Weitere Gebäude

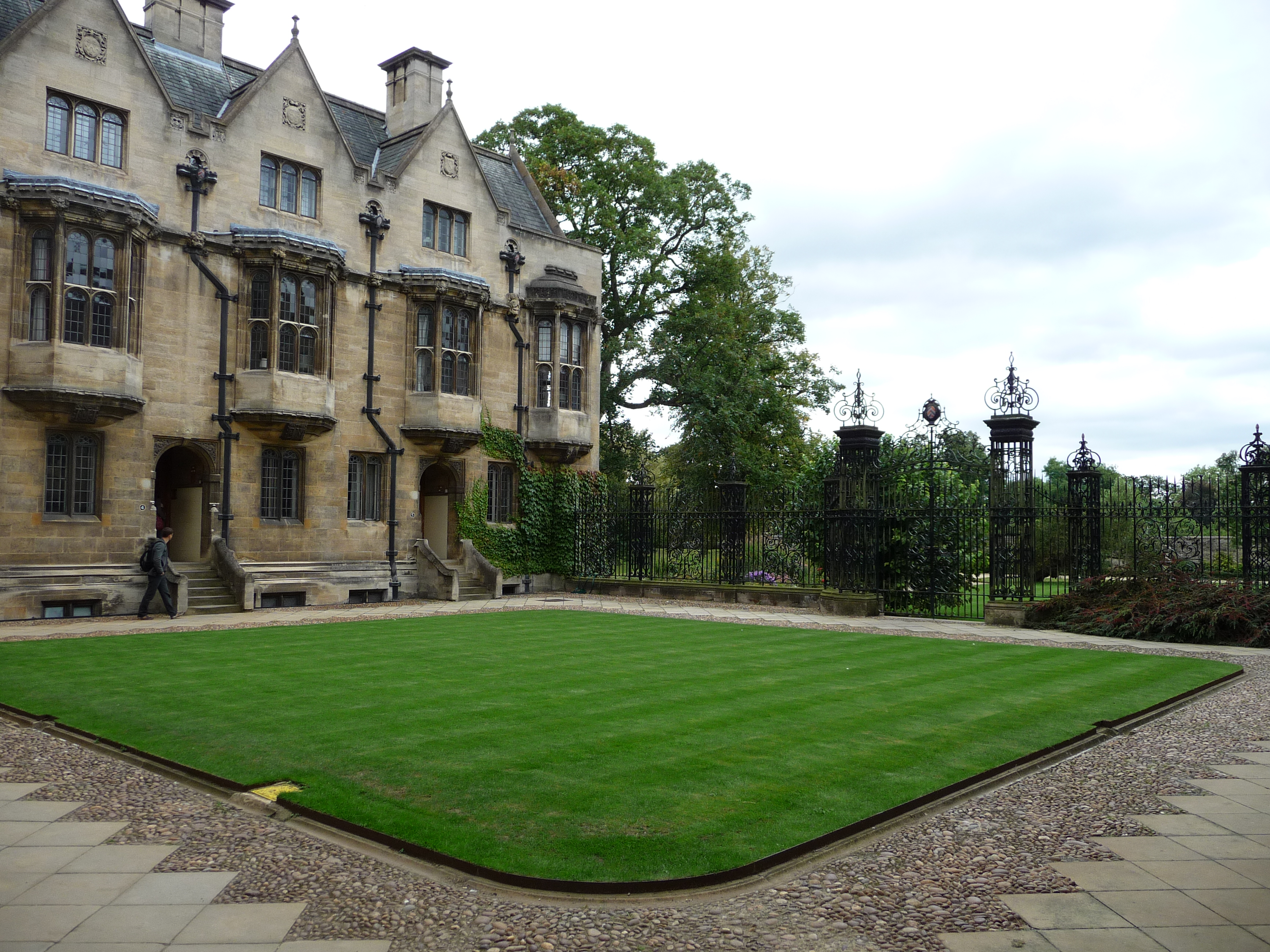
St Albans Quad

Die meisten anderen Gebäude sind viktorianisch oder aus späteren Perioden und umfassen das von Basil Champneys entworfene St. Albans Quad, welches an der Stelle der mittelalterlichen St. Alban Hall errichtet wurde (Elemente der älteren Fassade sind in den Teil integriert und von der Merton Street sichtbar); das 1864 von William Butterfield erbaut Grove-Gebäude; die Gebäude jenseits des Fellows-Garten, genannt „Rose Lane“; mehrere Gebäude nördlich der Merton Street, darunter ein Tennisplatz und die 1903 von Champneys entworfene Old Warden’s Lodgings; sowie ein neues Geviert in der Holywell Street.

### Gärten
Der Garten befindet sich in der südöstliche Ecke der alten Stadtmauer von Oxford. Die Wände der Mauer sind von den Christ Church Meadows und dem Merton Field aus zu sehen (heute von der Magdalen College School in Oxford als Spielfeld für Cricket, Rugby und Fußball genutzt). Die Gärten zeichnen sich durch einen im frühen 17. Jahrhundert gepflanzten Maulbeerbaum, einer Armillar-Sonnenuhr, einen weitläufigen Rasen, einer Herme-Statue und das alte Sommerhaus der Fellows aus (das heute als Musikzimmer und Proberaum genutzt wird).

### Galerie

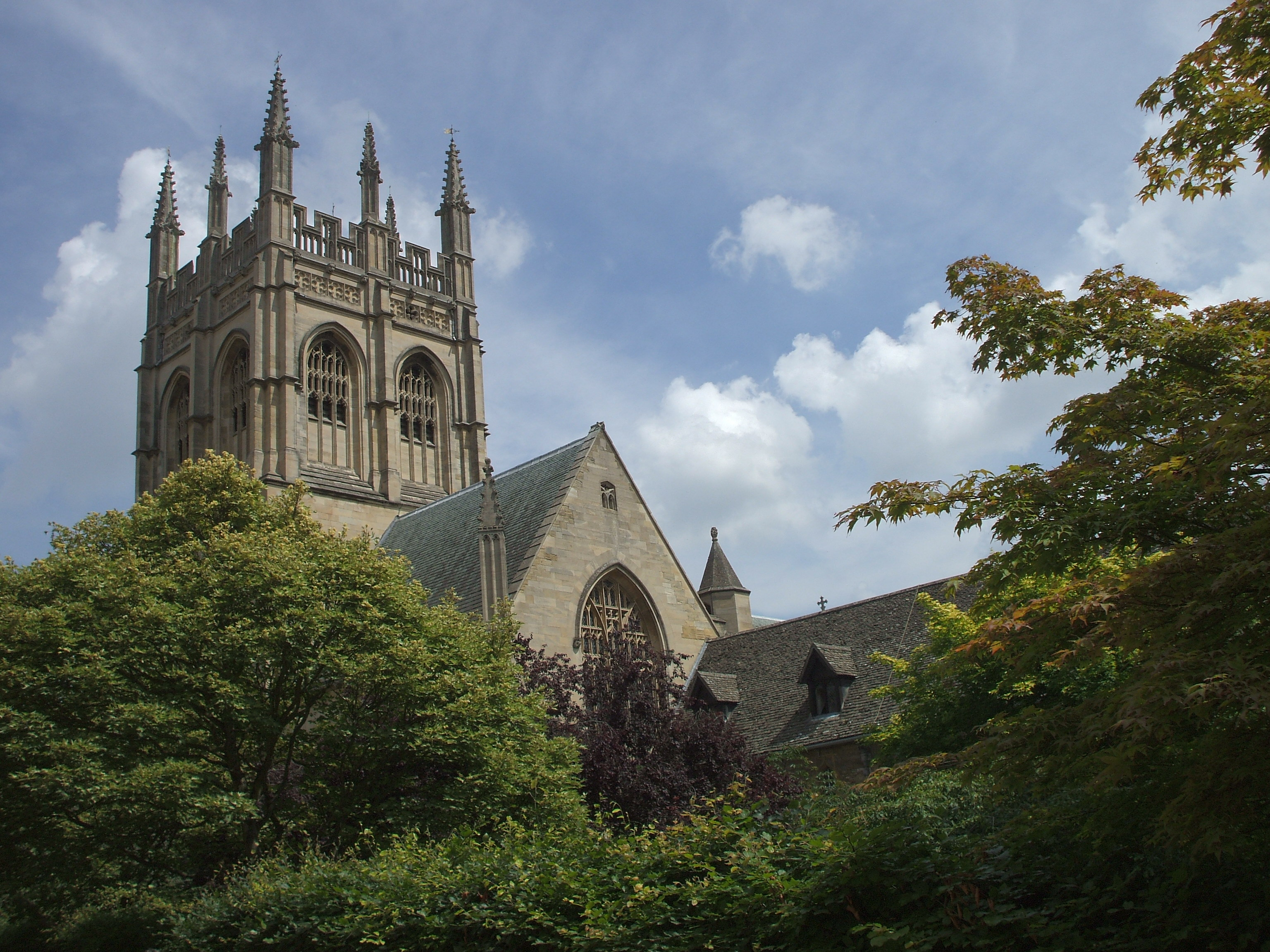
Kapelle des Merton College nördlich von der Christ Church Meadow
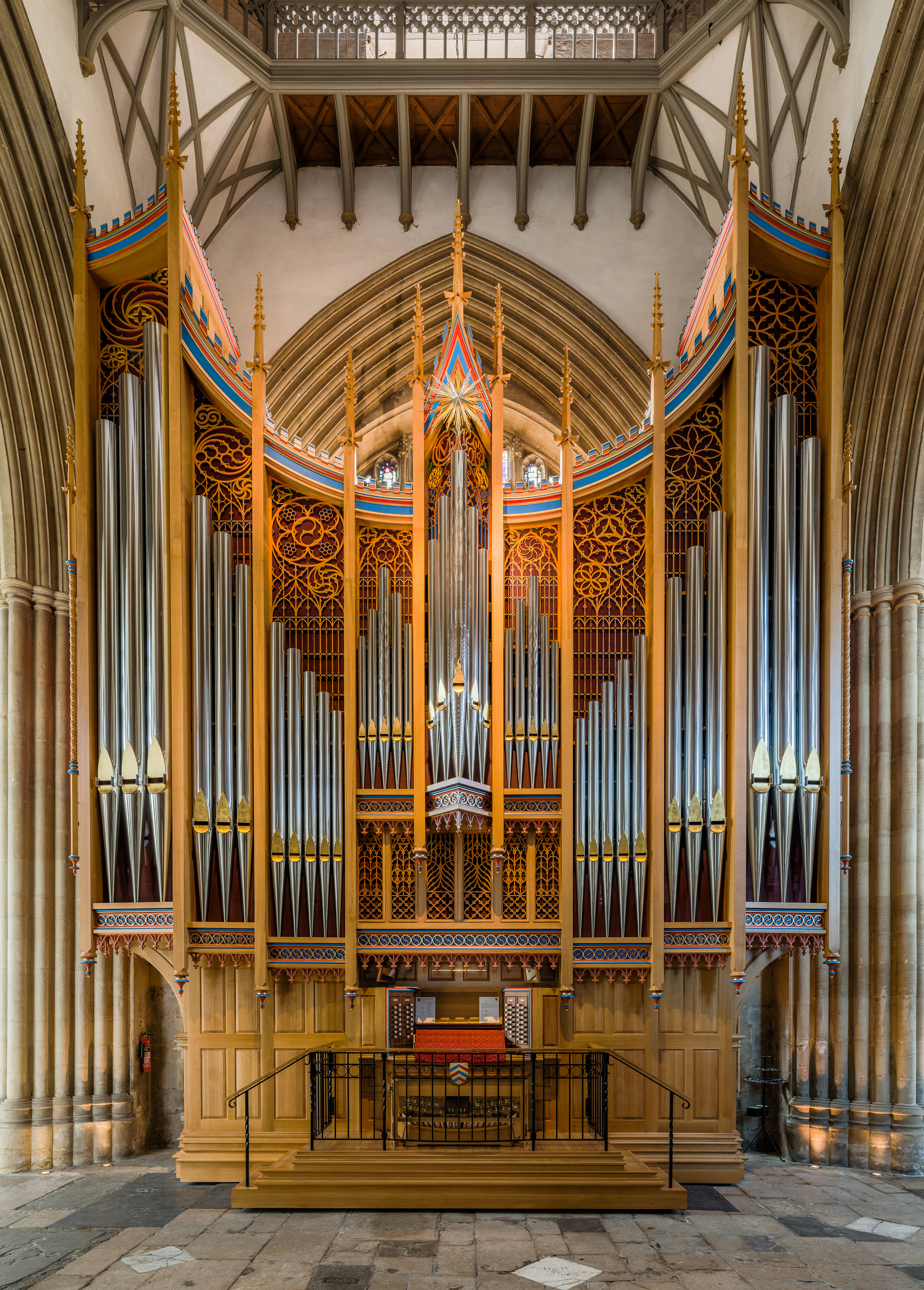
Orgel der Kapelle des Merton College
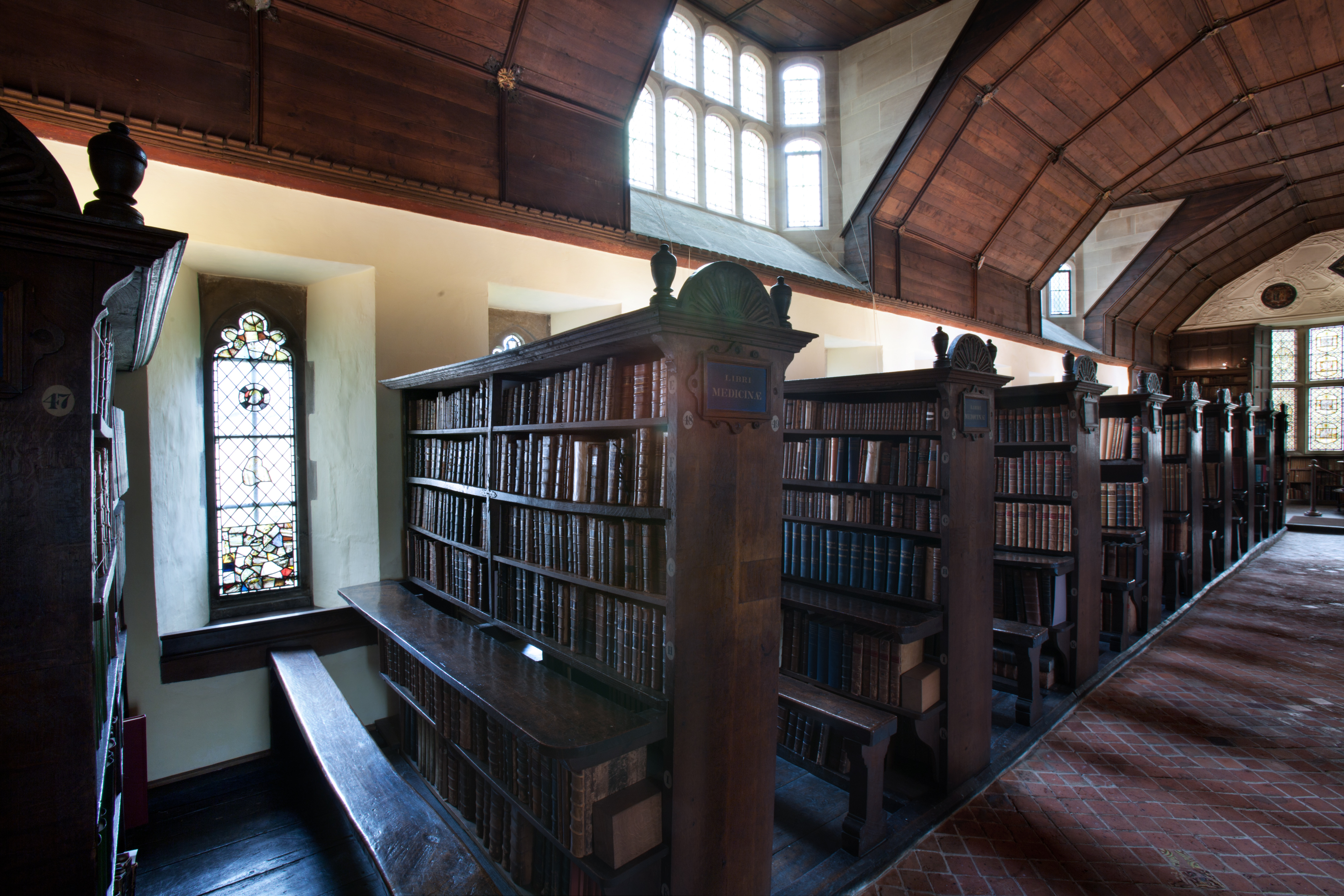
Bücherregale in der Bibliothek
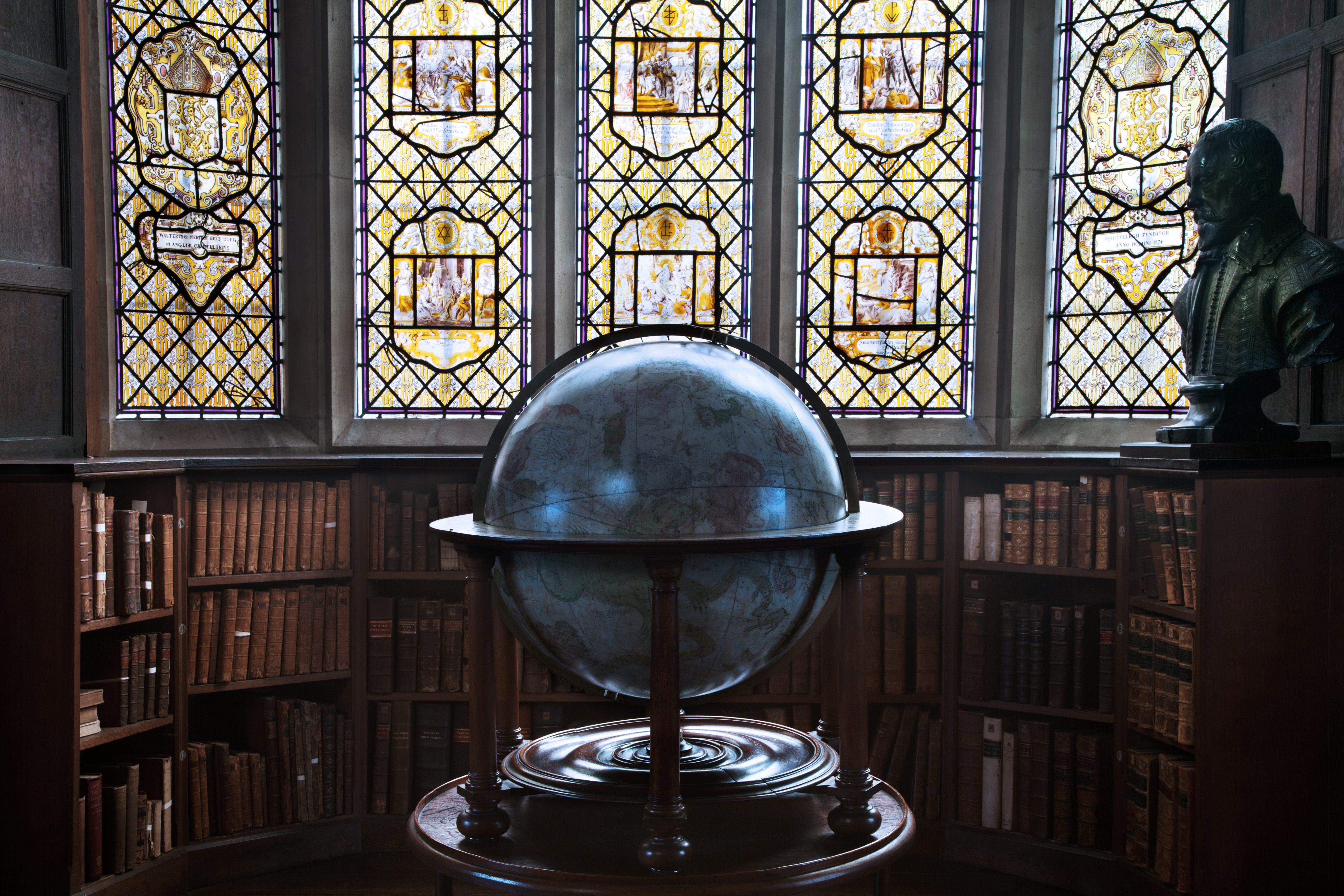
Globus aus dem 16. Jahrhundert
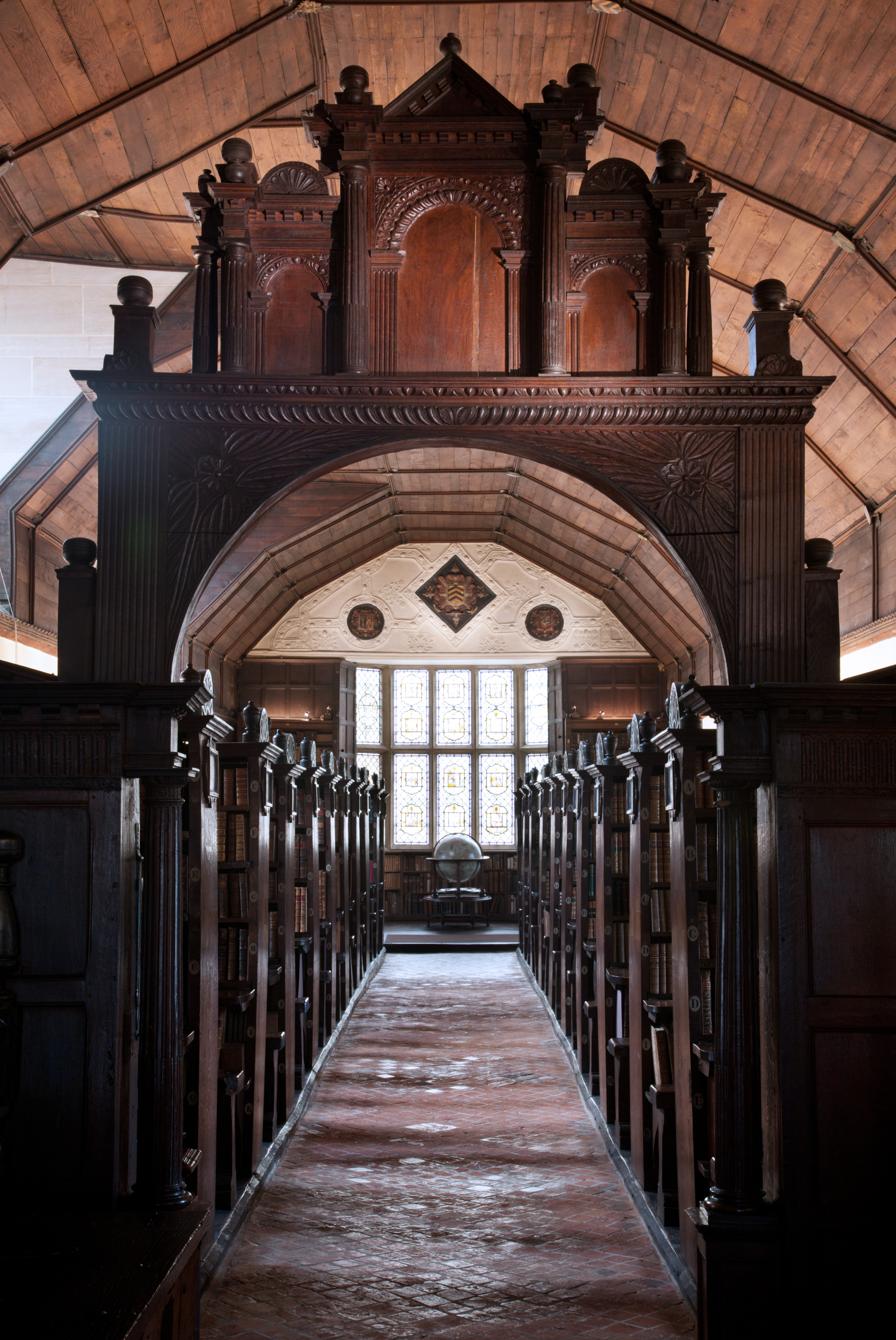
Bibliothek
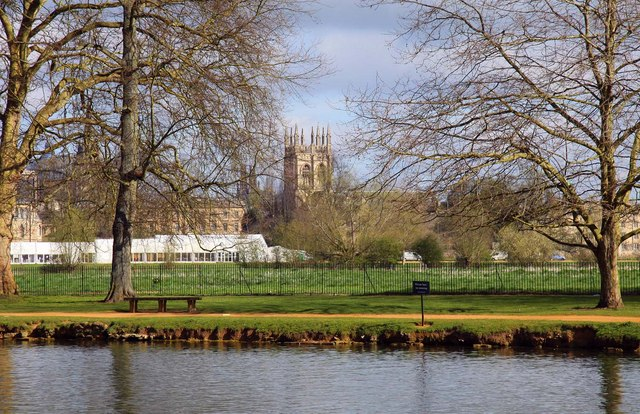
Ausblick auf Merton von der Christ Church Meadow

## Studentenleben

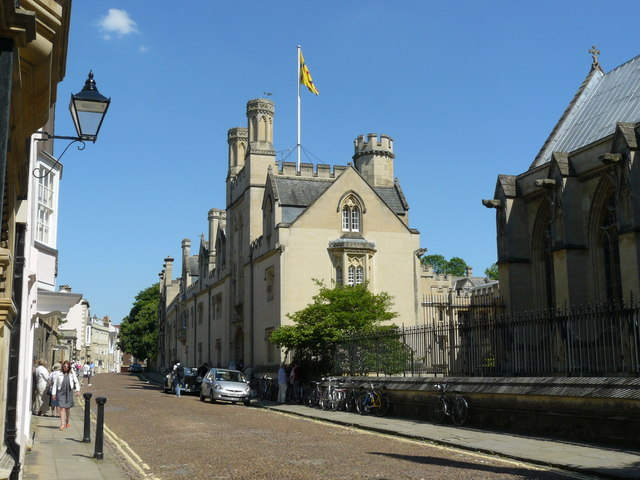
Merton Street

Merton nimmt sowohl Bachelor- als auch Postgraduierte Studenten auf. Es nahm 1980 seine ersten Studentinnen auf und war das zweite ehemalige Männer-College, das 1994 eine weibliche Leiterin wählte. Merton hatte traditionell gleichgeschlechtliche Studentenunterkünfte, wobei Studentinnen in den Gebäuden der Rose Lane und die meisten männlichen Studenten in drei Häuser an der Merton Street lebten. Diese Politik wurde 2007 aufgegeben, und alle Unterkünfte sind jetzt nach Geschlecht und Kurs gemischt.
Die Zulassung von Studenten zu Merton basiert wie bei anderen Oxford Colleges ausschließlich auf dem akademischen Potenzial. Im Jahr 2010 wurde (fälschlicherweise) berichtet, dass Merton in den letzten fünf Jahren keinen schwarzen Studenten aufgenommen hatte. Eine Sprecherin der Universität bemerkte, dass schwarze Studenten sich eher für besonders kompetitive Fächer bewerben würden. Die Universität berichtete auch, dass Merton jedes Jahr seit 2005 mindestens einen schwarzen Studenten zugelassen hatte.

### Sport

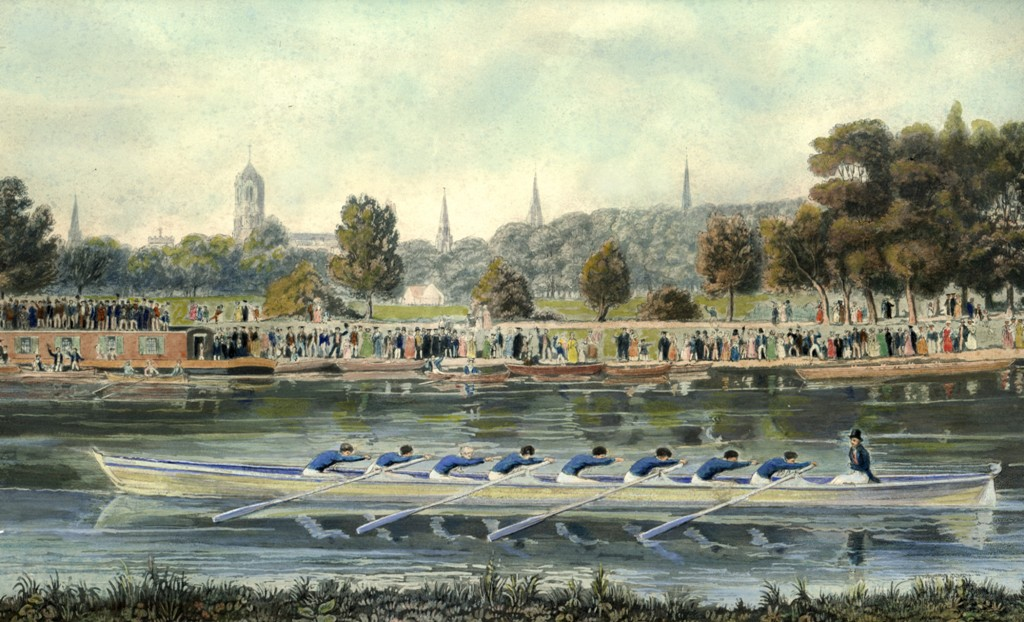
Ruder-Club des Merton College ca. 1830

Merton hat eine langjährige sportliche Beziehung zum Mansfield College, wobei die Colleges gemeinsame Sportteams für viele Sportarten haben.
Beim Rudern war der Merton College Boat Club in Achterrennen einmal „Head of the River“ (deutsch: „Kopf des Flusses“). Im ersten Achterrennen der Männer 1951 hatte das Merton Team die Headship inne. Mertons Frauen haben in den letzten Jahren das Torpid-Rennen 2003 gewonnen und 2004 ihren Titel verteidigt.

### Reputation
Seit der Einführung der Norrington-Tabelle der Universität, welche die akademischen Leistungen der Colleges in Oxford bewerten, belegte Merton jedes Jahr eine der drei besten Positionen (oft auf dem ersten Platz), bis er 2012 auf den 14. Platz zurückfiel. 2014 erlangte es die erste Position zurück und behielt seinen Status als eines der akademisch erfolgreichsten Colleges der letzten zwanzig Jahre. Aufgrund seines akademischen Erfolgs wird Merton von Mitgliedern der anderen Oxford Colleges oft humorvoll als „der Ort, an dem der Spaß stirbt“ bezeichnet.

## Persönlichkeiten

### 1264 bis 1900
Zu den frühesten Merton Fellows gehören William von Ockham und Johannes Duns Scotus im frühen 14. Jahrhundert (diese Behauptungen sind jedoch umstritten). Andere frühe Fellows sind die Oxford Calculators, eine Gruppe von Denkern des 14. Jahrhunderts die mit Merton in Verbindung stehen und einen logisch-mathematischen Ansatz für philosophische Probleme verfolgen. Der Theologe und Philosoph John Wycliffe war ein weiterer früher Fellow des College.
Der Gründer der Bodleian Library, Thomas Bodley, wurde 1564 als Fellow aufgenommen. Eine weitere bedeutende Persönlichkeit, Henry Savile, wurde einige Jahre später 1585 zum Warden ernannt und hatte großen Einfluss auf die Entwicklung des College. William Harvey, der als erster die systemische Zirkulation ausführlich beschrieb, war von 1645 bis 1646 Warden des Colleges. Randolph Churchill, Schatzkanzler und Führer des House of Commons (und Vater von Winston Churchill), immatrikuliert im Oktober 1867. Max Beerbohm, ein englischer Essayist, Parodist und Karikaturist, studierte in den 1890er Jahren in Merton und war Sekretär des Myrmidon Clubs.

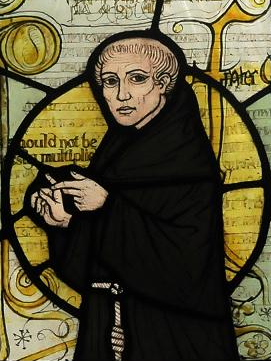
William von Ockham, Scholastiker des Mittelalters und bekannt für Ockhams Rasiermesser
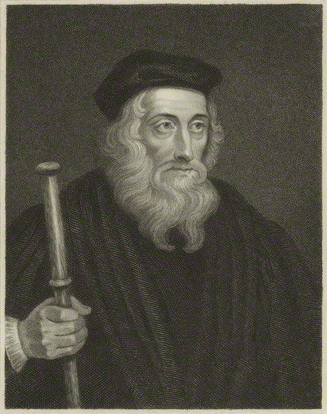
John Wyclif, englischer Philosoph, Theologe und Kirchenreformer
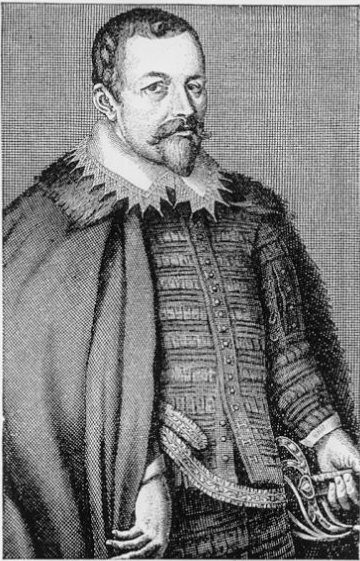
Thomas Bodley, englischer Diplomat und Gründer der Bodleian Library
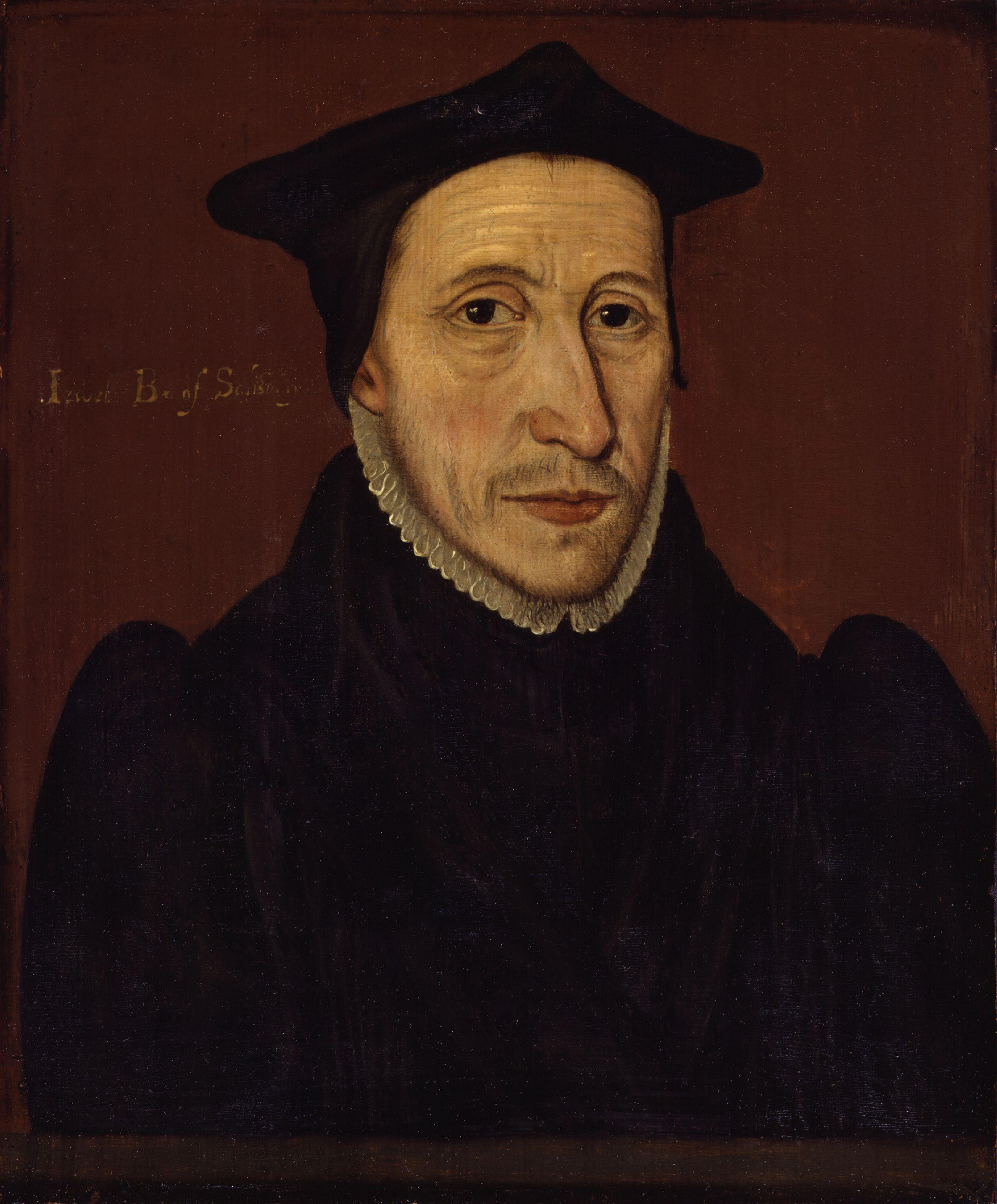
John Jewel, englischer Bischof von Salisbury
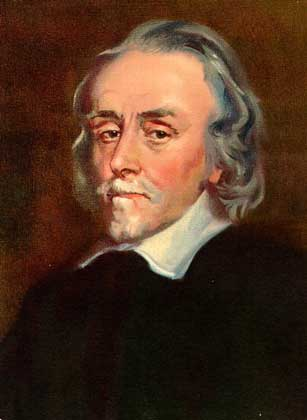
William Harvey, englischer Arzt und Wegbereiter der modernen Physiologie
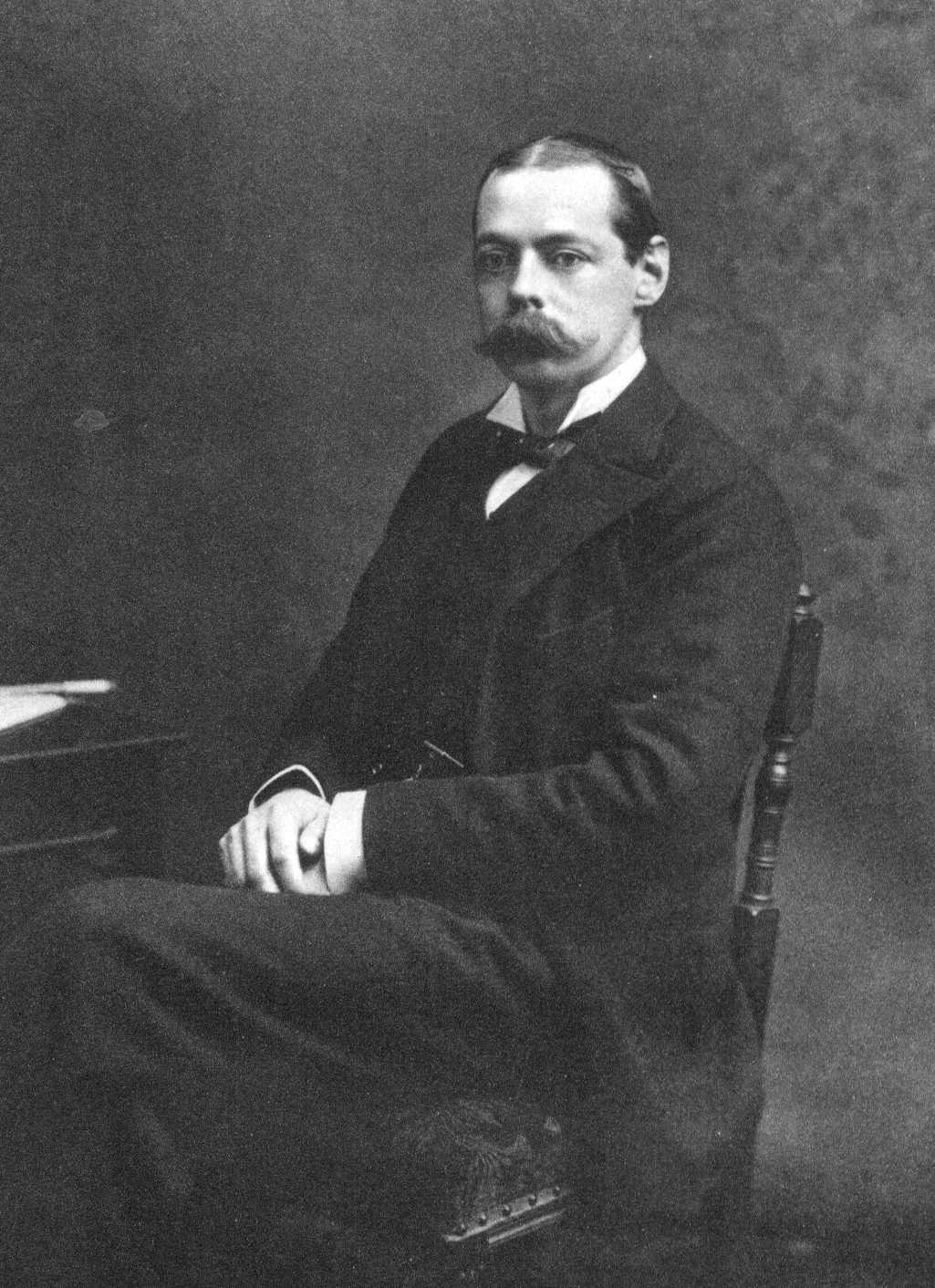
Randolph Churchill, britischer Politiker und Vater von Winston Churchill
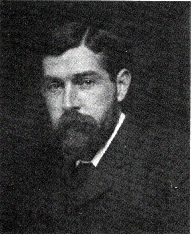
Francis Herbert Bradley, englischer Philosoph

### 1900 bis heute
Merton hat auch in jüngerer Zeit bemerkenswerte Alumni hervorgebracht. In der Wissenschaft ist Merton mit drei Nobelpreisträgern verbunden: dem Chemiker Frederick Soddy (1921), dem Zoologen Nikolaas Tinbergen (1973) und dem Physiker Anthony James Leggett (2003). Andere Mertonians in der Wissenschaft sind der kanadische Neurochirurg Wilder Penfield, der Mathematiker Andrew Wiles, der Fermats letzten Satz bewiesen hat, der Informatiker Tony Hoare, der Genetiker Alec Jeffreys und der Kryptograf Artur Ekert.
Bemerkenswerte Alumni auf dem Gebiet der Literatur sind der Dichter T. S. Eliot, der 1948 den Nobelpreis für Literatur erhielt, und der Autor J. R. R. Tolkien, der von 1945 bis 1959 Merton-Professor für englische Sprache und Literatur und Fellow von Merton war.
Zu den internationalen Alumni zählen Bob Krueger, ehemaliger US-Senator aus Texas, und Arthur Mutambara, ehemaliger stellvertretender Premierminister von Simbabwe. In der Wirtschaft sind der ehemalige Generaldirektor der BBC und der derzeitige CEO der New York Times Company, Mark Thompson sowie der frühere CEO von Sony Howard Stringer Alumni.
Weitere Alumni sind der Komponist Lennox Berkeley, der Schauspieler und Singer-Songwriter Kris Kristofferson, der Bergsteiger Andrew Irvine, der ehemalige Athlet Roger Bannister und der Kaiser von Japan, Naruhito.
Wie die meisten alten Colleges in Oxford war Merton ursprünglich als reines College für Männer konzipiert. 1980 nahm es seine ersten Studentinnen auf und wurde das zweite ehemalige College für Männer, das eine weibliche Leiterin wählte, als Jessica Rawson 1994 zur Direktorin ernannt wurde. Irene Tracey wurde 2019 zur zweiten weiblichen Leiterin von Merton ernannt.

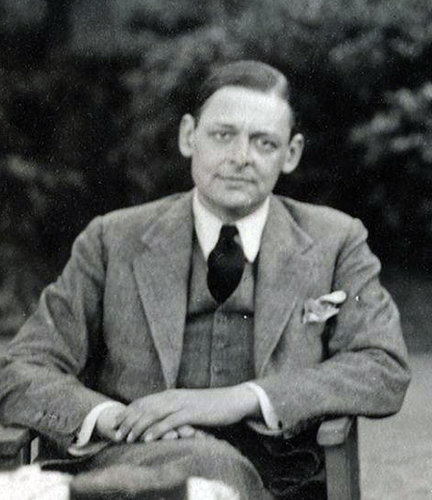
T.S. Eliot, Lyriker, Dramatiker, Essayist und Nobelpreisträger
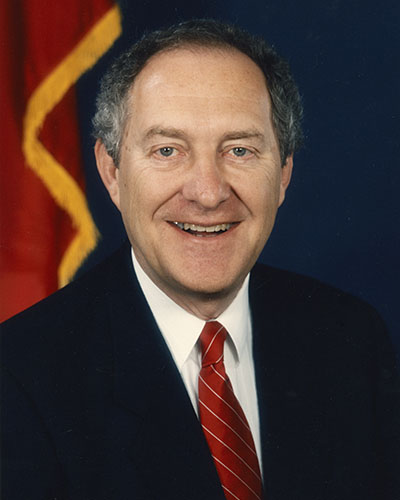
Bob Krueger, ehemaliger U.S. Senator aus Texas
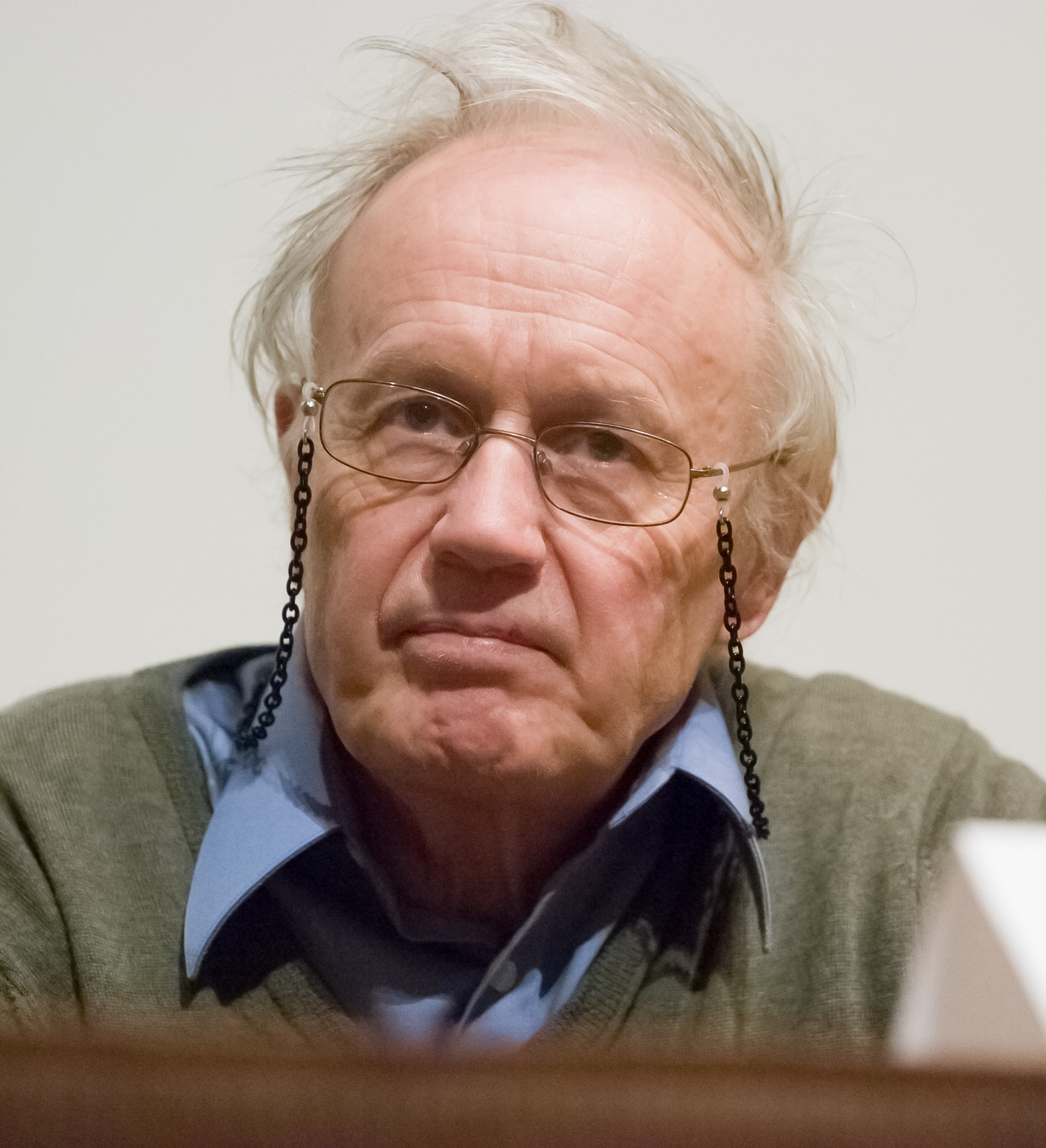
Anthony James Leggett, US-amerikanischer Physiker und Nobelpreisträger
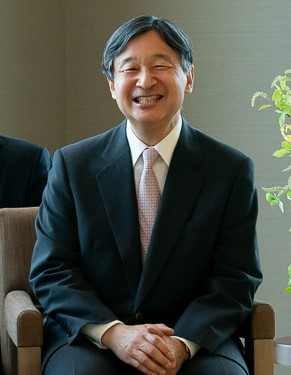
Naruhito, Kaiser von Japan
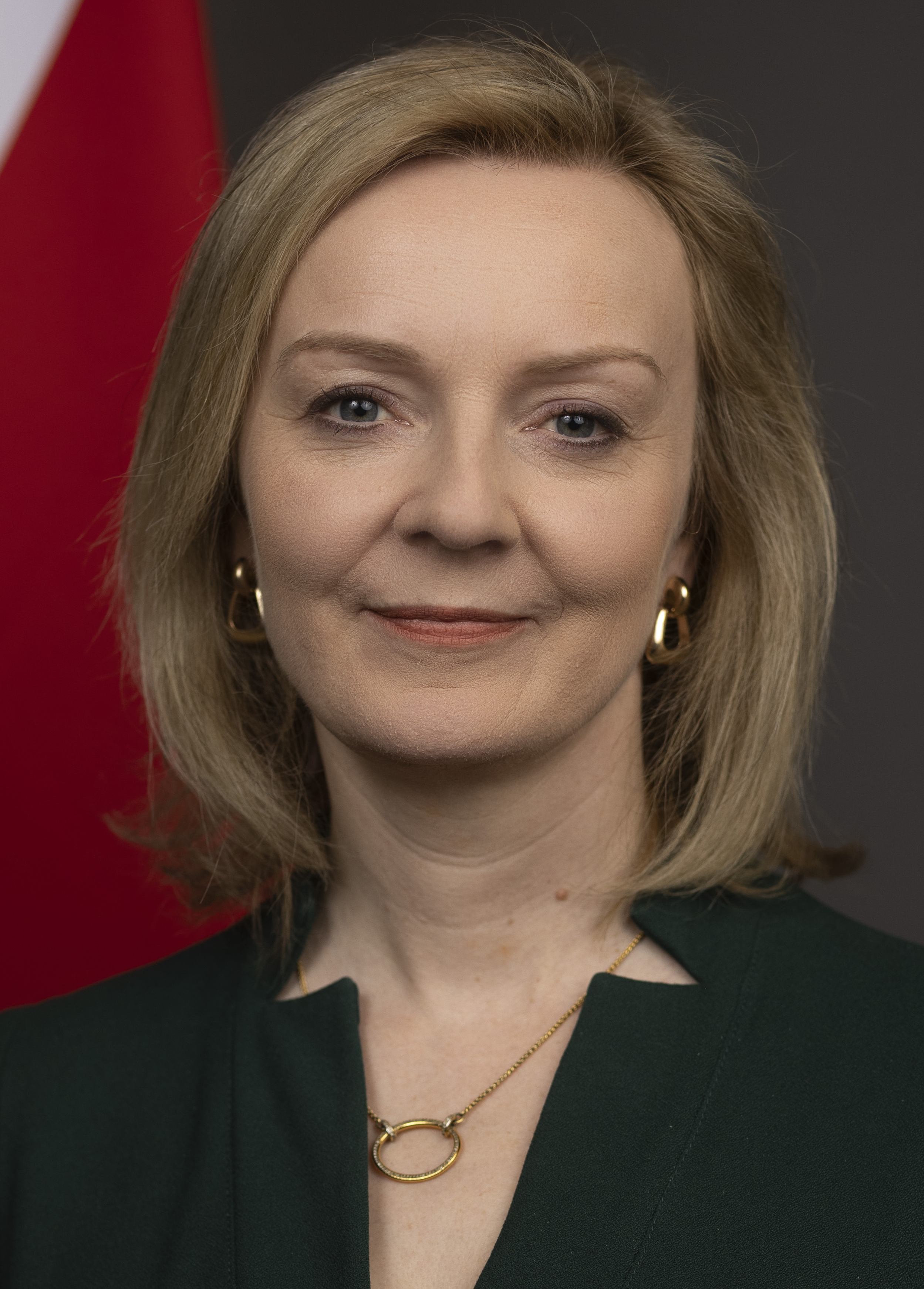
Liz Truss, Premierministerin des Vereinigten Königreichs (2022)
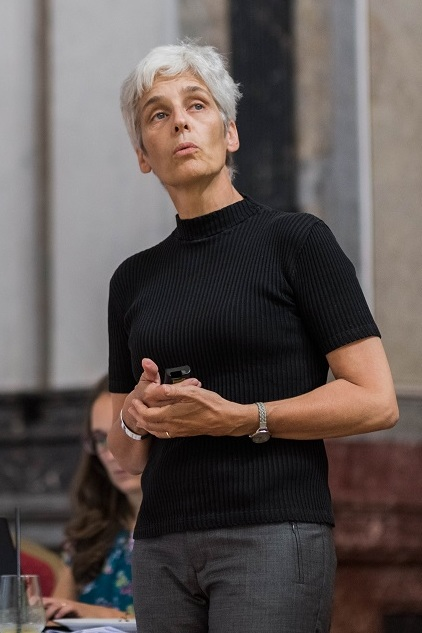
Ulrike Tillmann, deutsche Mathematikerin